# Karl Kislinger
Karl Kislinger (* 15. Jänner 1885 in Itzling, heute Teil Salzburgs; † 14. Dezember 1940 in Berndorf) war ein österreichischer Politiker (SDAPDÖ) und Kupferschmiedwerkmeister. Kislinger war von 1927 bis 1934 Abgeordneter zum  Nationalrat und von 1924 bis 1936 Abgeordneter zum Landtag von Niederösterreich.

## Leben
Kislinger absolvierte sechs Klassen der Volksschule in Gnigl und besuchte in der Folge die gewerbliche Fortbildungsschule. Er trat 1914 in den Dienst der Berndorfer Metallwarenfabrik und leistete zwischen 1917 und 1918 im Ersten Weltkrieg den Militärdienst ab. In der Berndorfer Metallwarenfabrik war Kislinger als Obmann des Arbeiterbetriebsrates, zudem wurde er 1918 in den Gemeinderat gewählt. 1919 übernahm er das Amt des Bürgermeisters von Berndorf. In seiner Amtszeit konnte Kislinger zahlreiche Bauprojekte verwirklichen, zudem vertrat er die Sozialdemokratische Arbeiterpartei Österreichs zwischen dem 20. Mai 1927 und dem 16. Februar 1934 im Niederösterreichischen Landtag. Kislinger verlor sein Landtagsmandat 1934 im Zuge der Februarkämpfe, auch sein Amt als Bürgermeister ging verloren. Zudem war Kislinger in der nun verbotenen Sozialdemokratischen Partei Bezirksparteiobmann von Baden gewesen. Kislinger wurde 1934 verhaftet und blieb in der Folge bis 1938 arbeitslos.